# 阶梯可燃物
阶梯可燃物（英語：fuel ladder）是一个消防术语，指的是森林中活着或已死亡的植被，火可顺着这些植被从地表爬至林冠。常见的阶梯可燃物有高大的禾本科植物、灌木和树枝。